# OpenShift
Az OpenShift egy a Red Hat által fejlesztett platform szolgáltatás. A privát felhőre kínált verzió neve OpenShift Enterprise. A szolgáltatást működtető szoftver nyílt forráskódú. A fejlesztők git-et használhatnak különböző nyelven írt szoftverek telepítésére. Az OpenShift megengedi lefordított kódok futtatását is a platformon, amennyiben képesek futni Red Hat Enterprise Linux operációs rendszeren.
Az OpenShift gondoskodik a szolgáltatások elérhetőségéről és az alkalmazás skálázhatóságáról.

## Szolgáltatások
Az OpenShift a következő nyelveket támogatja:
- Node.js
- Ruby
- Python
- Perl
- Java

Adatbázisok:
- PostgreSQL
- MySQL
- MongoDB

## Korlátok
Az alkalmazások 1 GB háttérttároló kapacitást kapnak, amelyre maximum 40000 fájlt helyezhetnek el. Egy alkalmazás 512 MB memóriát használhat és a hálózati forgalom 512 kb/mp sebességre van korlátozva.